# Elimelech de Lizhensk

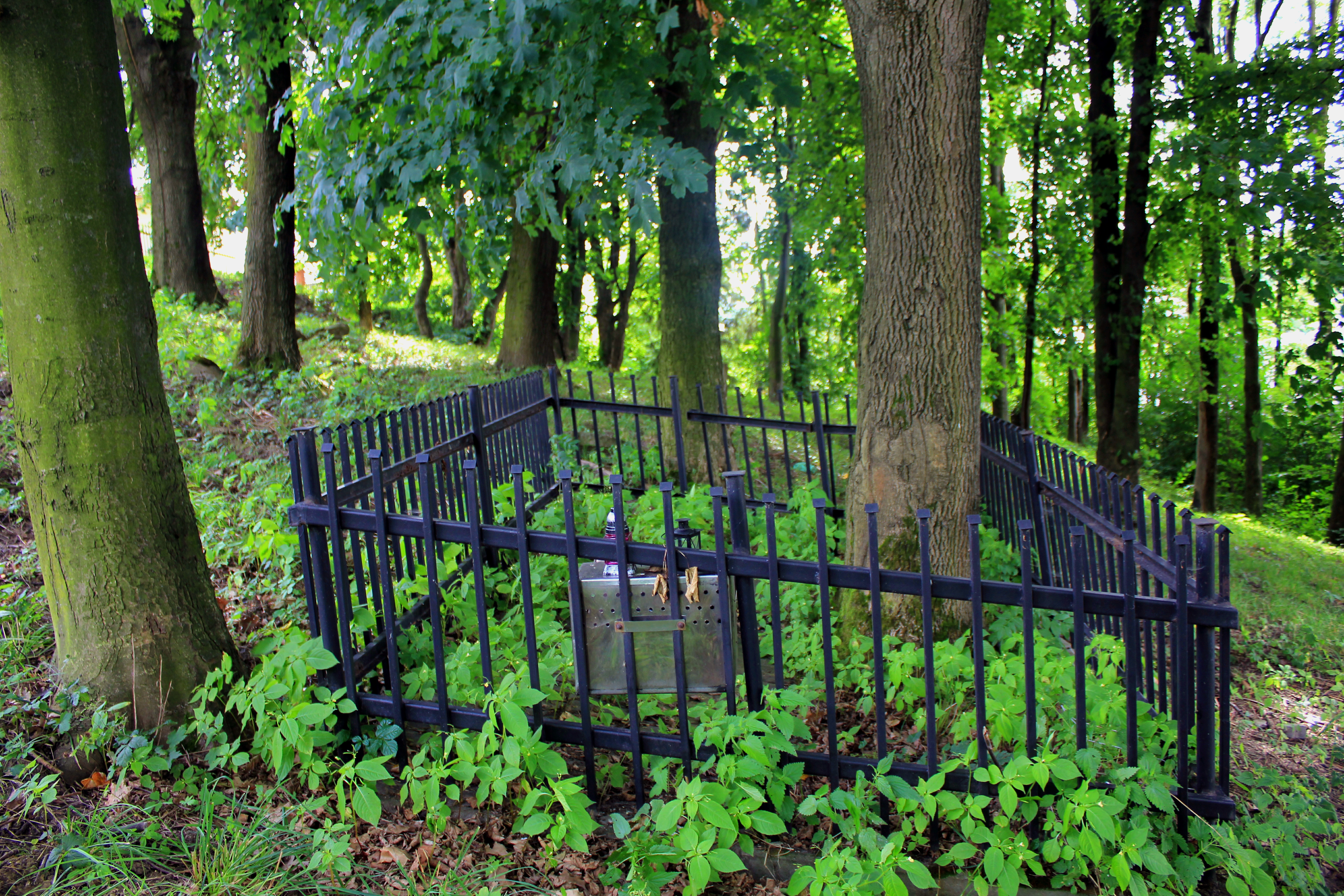
La tumba de la hija de Elimelech, Ester Etel Elbaum, en Frysztak, Polonia.

Elimelech Weisblum de Lizhensk (1717-11 de marzo de 1787), fue un rabino y rebe, y el fundador del movimiento jasídico en Polonia. Nació en Tykocin y murió en Lezajsk, Polonia. Él y su hermano  Meshulam Zusha de Hannopil eran discípulos prominentes del rabino Dov Ber de Mezeritch, el Maguid de Mezerich, el segundo líder del movimiento jasídico.
El liderazgo del movimiento jasídico se descentralizó después de la tercera generación, tras la muerte de Dov Ber de Mezeritch en 1772. El jasidismo se extendió a nuevas áreas de Europa del Este y esto condujo a una rápida expansión del movimiento jasídico.
Su tumba en Leżajsk, Polonia, es visitada por miles de fieles del jasidismo, especialmente durante el aniversario (yahrzeit).